# Мельдино
Мельдино — деревня в Талдомском городском округе Московской области России. Прежнее название — Меледино. Население — 16 чел. (2010).
Находится на западе района, рядом с каналом имени Москвы и границей Талдомского и Дмитровского районов, в 3 километрах севернее центра поселения, села Темпы, в 11 километрах к югу от города Дубны и в 16 километрах на запад от райцентра, города Талдома.
Окрестности деревни пользуются популярностью у дачников, рядом расположены садоводческие товарищества Машиностроитель, Полет, Ольховик, Мечта, Зорька и другие.
Непосредственно рядом с деревней проходит Дмитровское шоссе. Также рядом расположена платформа Мельдино Савёловского направления МЖД. Около деревни находится паромная переправа № 3 (одна из двух оставшихся на канале), после которой в Дмитровском районе начинается окружная дорога на Дмитров через Липино, Насадкино, Новосиньково, Большое кольцо А108, Дмитров. С ближайшими городами Дмитровом, Дубной и Талдомом связана автобусным сообщением.
По переписным книгам 1627—1628 годов деревня Меледино при селе Веретье-Кутач на реке Дубне и речке Паз относится к вотчине Дмитровского Борисоглебского монастыря.
Из истории Талдомского района известно, что Мельдино в XVII веке — это казённая деревня при безымянном ручье, в 1862 году 13 дворов, 80 жителей, в 1890 году 107 жителей.
В 1932—1937 годах строительство канала Волга — Москва в непосредственной близости от деревни. Строили заключённые Дмитлага, чьи бараки располагались вдоль канала. Речку Паз перерезают каналом.
с 1994 по 2006 год входила в Темповый сельский округ, с 2006 по 2018 год — в сельское поселение Темповое.

## Население
| 1859 | 1890 | 1926 | 2002 | 2006 | 2010 |
| ---- | ---- | ---- | ---- | ---- | ---- |
| 80   | ↗107 | ↗110 | ↘13  | ↘10  | ↗16  |